# Beverin Pintg
Beverin Pintg är en bergstopp i Schweiz. Den ligger i distriktet Viamala och kantonen Graubünden, i den östra delen av landet, 150 km öster om huvudstaden Bern. Toppen på Beverin Pintg är 2 591 meter över havet.